# Kryzys Perry’ego
Kryzys Perry’ego (ang. Ordinary World) – amerykański komediodramat z 2016 roku w reżyserii Lee Kirka.

## Opis fabuły
Były rockman prowadzi spokojne życie z żoną i dwójką dzieci. Gdy zbliżają się jego czterdzieste urodziny, postanawia zorganizować wielkie przyjęcie.

## Obsada
- Billie Joe Armstrong – Perry
- Selma Blair – Karen
- Fred Armisen – Gary
- Brian Baumgartner – Rupert
- Mia Dillon – Joan
- John Doman – Walt
- Judy Greer – Christy
- Sean Gunn – Ted
- Rebecca Naomi Jones – Gypsy
- Chris Messina – Jake
- Valentine Miele – Joe
- Lucas Papaelias – Johnny
- Dallas Roberts – Mickey
- Madisyn Shipman – Salome
- Ron Simons – Drew